# Ik leef voor jou
Ik leef voor jou / Zal ik je ooit nog zien is een single van de Belgische zangeres Ann Christy. Het plaatje werd uitgebracht toen Ann Christy haar zangcarrière weer wilde oppakken nadat ze (vermeend) hersteld was van baarmoederhalskanker. Ze trad op in het televisieprogramma Hotel Américain van Mike Verdrengh op de Belgische televisie (VRT). Het bleek echter toch één van haar laatste plaatjes te zijn, de kanker kwam terug en de zangeres overleed op 7 augustus 1984. Het plaatje is typerend voor Ann Christy, te serieus voor het “gewone volk” en te speels en vrolijk voor de concertzaal. Door deze tweeslachtigheid haalde het plaatje de hitparades van België niet. Het nummer werd in 1996 gecoverd door Petra, en deze versie haalde wel de top 10. Haar laatste single Waarom, die postuum werd uitgebracht, bracht het nog tot één week notering.